# Všechno bude fajn!
Všechno bude fajn! je český film z roku 2017, hraný debut dokumentaristy Robina Kvapila. Námět a scénář filmu napsal Kvapil, člen původně satirického sdružení Žít Brno, spolu s Pavlem Šplíchalem, jedním z autorů recesistického webu o Brně Prigl.cz. Film je zamýšlen jako portrét Brna jako města, vypráví o různých sociálních skupinách v Brně, tématem filmu je také brněnská politika. Scénář filmu vznikal ještě před úspěchem hnutí Žít Brno v komunálních volbách.
Film získal dotaci 4 miliony korun ze Státního fondu kinematografie.
Robin Kvapil byl za film nominován na objev roku na Cenách české filmové kritiky.

## Obsazení
| Johana Švarcová  | Alena Krátká           |
| Marek Pospíchal  | Standa Kadlec          |
| Robert Mikluš    | Láďa Vodák             |
| Luboš Veselý     | Richard Lang           |
| Marie Ludvíková  | Maruna („Akční sleva“) |
| Jano Sedal       | „2v1“                  |
| Vladimír Novotný | „Mexické dny“          |